# Esteban Gonnet
Pour les articles homonymes, voir Gonnet.
Esteban Gonnet (né Victor Étienne Gonnet le 3 septembre 1829 à Grenoble et mort le 30 mars 1868 à Buenos Aires) était un photographe ayant émigré à Buenos Aires depuis Newcastle (Angleterre) en 1857, à bord du bateau « Primer Argentino ».
Son frère Louis Gonnet, imprimeur, résidait déjà en Argentine et est le père de Manuel B. Gonnet.

## Biographie
Il sera officier au long cours de l'armée française en entrant comme aspirant à Toulon en 1845. En octobre 1855, il passe un master de marine marchande dans le commerce et l'industrie dans la ville de Dundee en Écosse.
Il était géomètre et aurait travaillé avec son neveu Hippolyte Gaillard, géomètre-topographe résidant, comme lui, à Buenos Aires.[réf. nécessaire]
Il meurt célibataire, le 30 mars 1868 dans la ville de Buenos Aires à la suite d'une rupture d'anévrisme, en présence du sculpteur français Elias Duteil.

## Œuvre

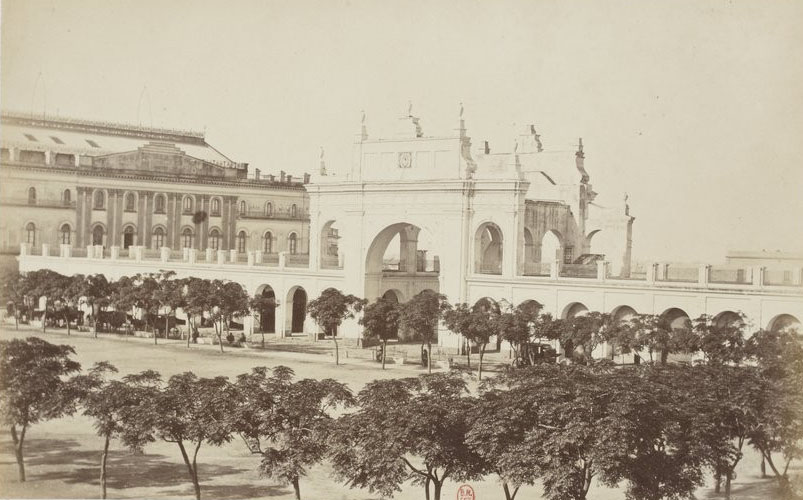
Recova Vieja

Un bon nombre de ses photographies conservées ne sont pas signées mais on les lui attribue car elles portent le tampon de son studio « 25 de Mayo 25 ». Il édite son premier album par le système négatif-positif en Argentine.[réf. nécessaire]
En 1864, ses clichés donnent lieu à des lithographies et à des publications dans les journaux ; ils reflètent la vie et les coutumes rurales montrant aborigènes et paysans. Même s'il réalise des photos urbaines, les plus importantes pour la photographie documentaire sont celles d'origine rurale.[réf. nécessaire]
Comme son contemporain Benito Panunzi, son œuvre se détache tant par sa valeur testimoniale que par ses qualités esthétiques et sa perfection technique[réf. nécessaire] ;  ils seront les précurseurs du genre en Argentine.[réf. nécessaire] Abel Alexander signale que l'innovation de Gonnet se réfère autant aux thèmes choisis (paysage plutôt que portrait en studio, genre le plus pratiqué à l'époque) et à l'usage d'un procédé négatif-positif, au lieu du daguerréotype.[réf. nécessaire]

« Pour cela et pour d'autres motifs techniques et commerciaux, le registre des vues urbaines fut de fait très réduit pendant les premières décennies de notre photographie, d'où l'importance iconographique que revêtent ces précis et précieux témoignages visuels sur la réalité urbaine, sociale, géographique, économique et paysagère de la jeune nation. Parmi les antécédents les plus anciens, nous devons mentionner les précieux daguerréotypes de vues qui, consacrés au secteur central de la ville de Buenos Aires, furent exécutés vers la décennie de 1850 ; ces neuf œuvres sont précieusement gardées au Museo Historico Nacional et quelques-unes se trouvent signées par le célèbre nord-américain Charles De Forest Fredricks (en). »

— Abel Alexander

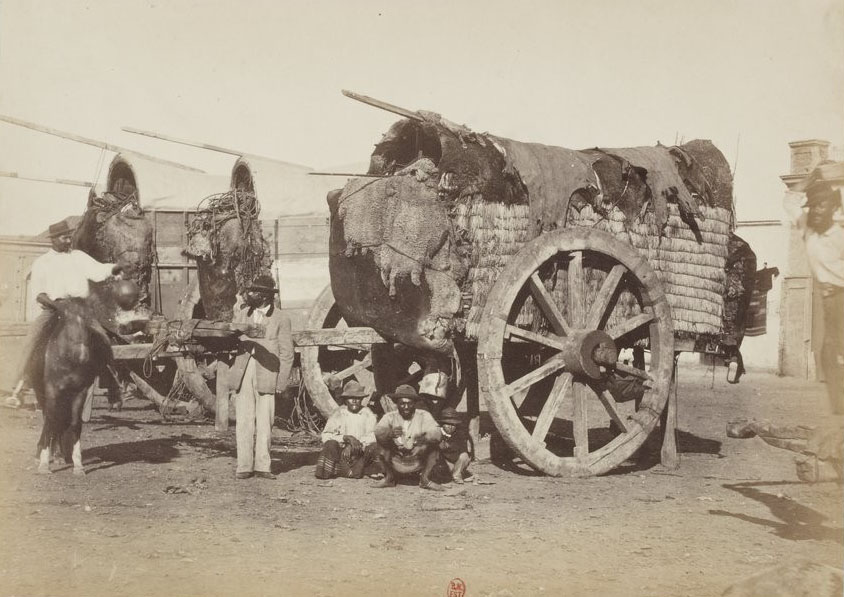
Charette (province de Buenos Aires)

Dans la majorité de ses photographies, il cherche à traduire le plus typique du paysan, stéréotypant les coutumes argentines, utilisant des objets comme symboles qui contribueront à former un langage iconographique dans les images. Celles-ci se vendaient à l'étranger - surtout en Europe - où la photographie de voyages ou contrées lointaines deviennent de plus en plus populaires.[réf. nécessaire]
Gonnet édite deux albums de photographies en 1864 : « Souvenirs de Buenos-Ayres » et « Souvenirs de la Campagne de Buenos-Ayres », composés chacun de 20 copies à l'albumine. Pendant longtemps, ces albums ont été attribués à Benito Panunzi. La recherche réalisée pour l'édition du livre « Buenos aires ville et campagne. Photographies d'Esteban Gonnet, Benito Panunzi et autres 1860-1870 » éditée par la Fondation Antorchas, établit que beaucoup de photographies attribuées à Panunzi, étaient en réalité l'œuvre de Gonnet.[réf. nécessaire]